# British Academy Film Awards 1985
Die 38. Verleihung der British Academy Film Awards fand 1985 in London statt. Die Filmpreise der British Academy of Film and Television Arts (BAFTA) wurden in 22 Kategorien verliehen, wobei letztmals ein BAFTA für den Besten Song und die Besten Nachwuchsdarsteller verliehen wurde. Hinzu kamen eine Spezial- und eine Ehrenpreis-Kategorie. Die Verleihung zeichnete Filme des Jahres 1984 aus.
| Film                                               | N  | A |
| -------------------------------------------------- | -- | - |
| The Killing Fields – Schreiendes Land              | 13 | 8 |
| Ein ungleiches Paar                                | 7  | 0 |
| Greystoke – Die Legende von Tarzan, Herr der Affen | 6  | 1 |
| Magere Zeiten – Der Film mit dem Schwein           | 5  | 3 |
| Es war einmal in Amerika                           | 5  | 2 |
| Indiana Jones und der Tempel des Todes             | 4  | 1 |
| Paris, Texas                                       | 4  | 1 |
| Die Zeit der Wölfe                                 | 4  | 0 |
| Carmen                                             | 3  | 1 |
| Another Country                                    | 3  | 0 |
| Ghostbusters – Die Geisterjäger                    | 2  | 1 |
| Cal                                                | 2  | 0 |
| Eine Liebe von Swann                               | 2  | 0 |
| Silkwood                                           | 2  | 0 |

## Preisträger und Nominierungen
Mit dreizehn Nominierungen und acht Preisen setzte sich The Killing Fields – Schreiendes Land als Favorit im Nominiertenfeld durch. Verlierer des Abends wurde neben Peter Yates’ Ein ungleiches Paar, der bei sieben Nominierungen leer ausging, auch der Film Greystoke – Die Legende von Tarzan, Herr der Affen, der trotz sechs Nominierungen nur einen BAFTA erhielt.

### Bester Film
The Killing Fields – Schreiendes Land (The Killing Fields) – David Puttnam
Ein ungleiches Paar (The Dresser) – Peter Yates
Magere Zeiten – Der Film mit dem Schwein (A Private Function) – Mark Shivas
Paris, Texas – Chris Sievernich, Anatole Dauman

### Beste Regie
Wim Wenders – Paris, Texas
Roland Joffé – The Killing Fields – Schreiendes Land (The Killing Fields)
Sergio Leone – Es war einmal in Amerika (Once Upon a Time in America)
Peter Yates – Ein ungleiches Paar (The Dresser)

### Bester Hauptdarsteller
Haing S. Ngor – The Killing Fields – Schreiendes Land (The Killing Fields)
Tom Courtenay – Ein ungleiches Paar (The Dresser)
Albert Finney – Ein ungleiches Paar
Sam Waterston – The Killing Fields – Schreiendes Land

### Beste Hauptdarstellerin
Maggie Smith – Magere Zeiten – Der Film mit dem Schwein (A Private Function)
Shirley MacLaine – Zeit der Zärtlichkeit (Terms of Endearment)
Helen Mirren – Cal
Meryl Streep – Silkwood

### Bester Nebendarsteller
Denholm Elliott – Magere Zeiten – Der Film mit dem Schwein (A Private Function)
Michael Elphick – Gorky Park
Ian Holm – Greystoke – Die Legende von Tarzan, Herr der Affen (Greystoke: The Legend of Tarzan, Lord of the Apes)
Ralph Richardson – Greystoke – Die Legende von Tarzan, Herr der Affen

### Beste Nebendarstellerin
Liz Smith – Magere Zeiten – Der Film mit dem Schwein (A Private Function)
Eileen Atkins – Ein ungleiches Paar (The Dresser)
Cher – Silkwood
Tuesday Weld – Es war einmal in Amerika (Once Upon a Time in America)

### Bester/beste Nachwuchsdarsteller/-in
Haing S. Ngor – The Killing Fields – Schreiendes Land (The Killing Fields)
Rupert Everett – Another Country
John Lynch – Cal
Tim Roth – The Hit

### Bestes adaptiertes Drehbuch
Bruce Robinson – The Killing Fields – Schreiendes Land (Killing Fields)
Ronald Harwood – Ein ungleiches Paar (The Dresser)
Julian Mitchell – Another Country
Sam Shepard – Paris, Texas

### Bestes Original-Drehbuch
Woody Allen – Broadway Danny Rose
Barbara Benedek, Lawrence Kasdan – Der große Frust (The Big Chill)
Alan Bennett – Magere Zeiten – Der Film mit dem Schwein (A Private Function)
Bill Forsyth – Comfort and Joy

### Beste Filmmusik
Ennio Morricone – Es war einmal in Amerika (Once Upon a Time in America)
Ry Cooder – Paris, Texas
Paco de Lucía – Carmen
Mike Oldfield – The Killing Fields – Schreiendes Land (The Killing Fields)

### Bester Song
„Ghostbusters“ aus Ghostbusters – Die Geisterjäger (Ghostbusters) – Ray Parker, Jr.
„I Just Called to Say I Love You“ aus Die Frau in Rot (The Woman In Red) – Stevie Wonder
„No More Lonely Nights“ aus Broad Street (Give My Regards to Broad Street) – Paul McCartney
„Together in Electric Dreams“ aus Electric Dreams – Giorgio Moroder, Philip Oakey

### Beste Kamera
Chris Menges – The Killing Fields – Schreiendes Land (The Killing Fields)
John Alcott – Greystoke – Die Legende von Tarzan, Herr der Affen (Greystoke: The Legend of Tarzan, Lord of the Apes)
Tonino Delli Colli – Es war einmal in Amerika (Once Upon a Time in America)
Douglas Slocombe – Indiana Jones und der Tempel des Todes (Indiana Jones and the Temple of Doom)

### Bester Ton
Ian Fuller, Bill Rowe, Clive Winter – The Killing Fields – Schreiendes Land (The Killing Fields)
Roy Baker, Gordon K. McCallum, Ivan Sharrock, Les Wiggins – Greystoke – Die Legende von Tarzan, Herr der Affen
Ben Burtt, Simon Kaye, Laurel Ladevich – Indiana Jones und der Tempel des Todes (Indiana Jones and the Temple of Doom)
Carlos Faruelo, Antonio Illán, Alfonso Marcos – Carmen

### Beste Kostüme
Gabriella Pescucci – Es war einmal in Amerika (Once Upon a Time in America)
Jenny Beavan, John Bright – Die Damen aus Boston (The Bostonians)
Yvonne Sassinot de Nesle – Eine Liebe von Swann (Un amour de Swann)
Elizabeth Waller – Die Zeit der Wölfe (The Company of Wolves)

### Beste Maske
Rick Baker, Paul Engelen, Peter Frampton, Joan Hills – Greystoke – Die Legende von Tarzan, Herr der Affen (Greystoke: The Legend of Tarzan, Lord of the Apes)
Alan Boyle – Ein ungleiches Paar (The Dresser)
Tommie Manderson – The Killing Fields – Schreiendes Land (The Killing Fields)
Jane Royle, Christopher Tucker – Die Zeit der Wölfe (The Company of Wolves)

### Bestes Szenenbild
Roy Walker – The Killing Fields – Schreiendes Land (The Killing Fields)
Allan Cameron – 1984 (Nineteen Eighty-Four)
Stuart Craig – Greystoke – Die Legende von Tarzan, Herr der Affen (Greystoke: The Legend of Tarzan, Lord of the Apes)
Anton Furst – Die Zeit der Wölfe (The Company of Wolves)

### Bester Schnitt
Jim Clark – The Killing Fields – Schreiendes Land (The Killing Fields)
John Bloom, Mark Conte – Under Fire
Gerry Hambling – Another Country
Michael Kahn – Indiana Jones und der Tempel des Todes (Indiana Jones and the Temple of Doom)

### Beste visuelle Effekte
George Gibbs, Michael J. McAlister, Dennis Muren, Lorne Peterson – Indiana Jones und der Tempel des Todes (Indiana Jones and the Temple of Doom)
Fred Cramer – The Killing Fields – Schreiendes Land (The Killing Fields)
Richard Edlund – Ghostbusters – Die Geisterjäger (Ghostbusters)
Christopher Tucker, Alan Whibley – Die Zeit der Wölfe (The Company of Wolves)

### Bester Kurzfilm
The Dress – Regie: Eva Sereny
Killing Time – Regie: Chris O’Reilly
Samson and Delilah – Regie: Mark Peploe

### Bester animierter Kurzfilm
Rupert and the Frog Song – Regie: Geoff Dunbar
Danger Mouse – Regie: Brian Cosgrove, Mark Hall
The Wind in the Willows – Regie: Brian Cosgrove, Mark Hall
Thomas, die kleine Lokomotive (Thomas the Tank Engine and Friends) – Regie: Britt Allcroft, Robert Cardona, David Mitton

### Bester Dokumentarfilm
28 Up – Regie: Michael Apted
Afghanistan Reports: Allah Against the Sunships – Regie: Sandy Gall
GI Brides – Regie: Lavinia Warner
The South Bank Show, Folge: Alan Bennett – Regie: David Hinton

### Bester nicht-englischsprachiger Film
Carmen, Spanien – Emiliano Piedra und Carlos Saura
Die Wiederkehr des Martin Guerre (Le retour de Martin Guerre), Frankreich – Daniel Vigne
Eine Liebe von Swann (Un amour de Swann), Frankreich – Margaret Ménégoz und Volker Schlöndorff
Ein Sonntag auf dem Lande (Un dimanche à la campagne), Frankreich – Alain Sarde und Bertrand Tavernier

## Spezial- und Ehrenpreise

### Academy Fellowship
Jeremy Isaacs – britischer Fernsehproduzent und -direktor

### Herausragender britischer Beitrag zum Kino
(Outstanding British Contribution to Cinema)
Alan Parker und Alan Marshall – Drehbuchautor und Filmproduzent (Bugsy Malone, 12 Uhr nachts – Midnight Express)